# Sardijns tijmblauwtje
Het Sardijns tijmblauwtje (Pseudophilotes barbagiae) is een vlinder uit de familie van de Lycaenidae. De wetenschappelijke naam is voor het eerst gepubliceerd in 1982 door Willy de Prins en Dirk van der Poorten.
De voorvleugellengte van het mannetje bedraagt 10 tot 11,5 millimeter en van het vrouwtje 9,5 tot 10,5 millimeter.
De soort komt alleen op het eiland Sardinië voor.